# David Beasley
David Muldrow Beasley (sinh ngày 26 tháng 2 năm 1957) là một chính trị gia người Mỹ và là Giám đốc điều hành của Chương trình Lương thực Thế giới Liên Hợp Quốc. Beasley, 
thành viên của Đảng Cộng hòa, từng một nhiệm kỳ với tư cách là Thống đốc thứ 113 của Nam Carolina từ năm 1995 đến năm 1999; ông đã thua trước Jim Hodges Đảng Dân chủ trong cuộc bầu cử năm 1998.

## Sự nghiệp chính trị
Beasley là thành viên của Hạ viện Nam Carolina từ năm 1979 đến năm 1995, phục vụ với tư cách đa số từ năm 1985 đến 1986 và lãnh đạo đa số từ năm 1987 đến năm 1989. Ông từng là Diễn giả trẻ nhất chuyên nghiệp và Lãnh đạo Đa số quốc gia. Chính trong trong kỳ họp lập pháp 1991–92, Beasley chuyển sang Đảng Cộng hòa. Trong cuộc bầu cử thống đốc năm 1994, cả Beasley và đối thủ đảng Dân chủ của ông Phó Thống đốc Nick Theodore đã phải đối mặt với sơ bộ đối lập trong các bên tương ứng của họ. Beasley đã đánh bại đối thủ cạnh tranh khó khăn nhất của mình, cựu dân biểu và thượng nghị sĩ bang Arthur Ravenel Jr., trong cả cuộc bầu cử sơ bộ và tranh cử, và giành chiến thắng trong cuộc tổng tuyển cử với tỷ số sít sao 50% –48%.